# Egon Pearson
Egon Sharpe Pearson (Hampstead, 11 agosto 1895 – Midhurst, 12 giugno 1980) è stato uno statistico britannico.
È stato un importante statistico, figlio dell'ancora più celebre statistico Karl Pearson e di Maria Sharpe, con una sorella di tre anni maggiore (Sigrid Loetitia) e una di tre anni minore (Helga Sharpe). 

## La formazione
Frequenta prima la Dragon School Oxford (dal 1907 al 1909) e poi il Winchester College, dove conseguì il graduate nel 1914.
Nel 1914, per via di problemi di salute (anche al cuore) evita il reclutamento per la prima guerra mondiale, e comincia lo studio della matematica al Trinity College di Cambridge; a causa di un'influenza non riesce a studiare fino alla fine dell'anno accademico.
Dopo questo primo anno lascia il Trinity College per lavorare all'Ammiragliato e al Ministero della Navigazione.
Nel 1919, conseguito il first degree, si interessa di astronomia ed in particolare di fisica solare, ma si rivolge poi alla statistica in seguito alla frequenza di corsi sulla teoria degli errori.
Dal 1921 lavora presso il Dipartimento di statistica applicata dell'University College di Londra (dipartimento fondato da suo padre nel 1911).
Nel 1924 diventa assistant editor di Biometrika.
Il 1925 è l'anno di svolta, in quanto grazie al Rockefeller Research Fellowship per gli anni 1925-1927 Jerzy Neyman svolge il primo anno al dipartimento di statistica applicata (il secondo a Parigi), e inizia l'amicizia tra Egon Pearson e Jerzy Neyman. Nello stesso periodo comincia ad avere scambi epistolari con William Sealy Gosset.
Grazie anche a questi importanti contatti sviluppa con Neyman tra il 1926 e 1933 l'approccio detto appunto di "Neyman-Pearson" (con la pubblicazione di On the Problem of the Most Efficient Tests of Statistical Hypotheses nel 1933).
I suoi contributi nell'ambito della robustezza statistica sono influenzati dalla corrispondenza con Gosset, e facilitati dalle simulazioni rese possibili dalle tavole di numeri casuali pubblicati da Tipett tra il 1925 e il 1927.
Nel 1931 visita gli Stati Uniti e tiene dei corsi nello Iowa, oltre a discutere con Walter A. Shewhart di controllo della qualità; stimoli che lo porteranno a fondare la Industrial and Agricultural Research Section della Royal Statistical Society.
Svolse un importante ruolo nella ricerca applicata all'agricoltura e all'industria; contribuì in modo significativo all'attività del British Standards Institution, nonché allo sviluppo dell'utilizzo del controllo di qualità; diventò uno dei fondatori della Società di Ricerca Operativa britannica (1948).
Nel 1934 si sposa con Eileen, con la quale avrà due figlie.
Dopo la morte di suo padre (nel 1936) revisiona le sue tavole statistiche (Tables for Statisticians and Biometricians, del 1914), lavoro molto impegnativo cominciato assieme a H.O.Hartley, e che vedrà pubblicato il primo volume solo nel 1954 e il secondo nel 1972.
I nuovi impegni familiari e la morte di suo padre allontanano in parte Egon Pearson dalla ricerca.
Durante la seconda guerra mondiale lavora per l'Ordinance Board per l'analisi statistica di dati riguardanti i danni ai velivoli da guerra e temi similari.
L'ambiente di lavoro migliora nettamente quando nel 1943 Ronald Fisher lascia l'istituzione (per andare successivamente a Cambridge), e si attenuano così le tensioni legate al fatto che R. A. Fisher era acerrimo avversario di suo padre Karl Pearson.
Nel 1949 sua moglie muore di polmonite, colpendolo fortemente nei sentimenti.
Divenne direttore del Dipartimento di Statistica all'University College di Londra, incarico che mantenne fino al 1961. Cessa di essere managing editor di Biometrika nel 1966.

## Pubblicazioni
- On the Use and Interpretation of certain Test Criteria for the Purposes of Statistical Inference (coautore Jerzy Neyman in Biometrika, 1928)
- The History of statistics in the XVIIth and XVIIIth centuries (1929). Versione commentata di un ciclo di conferenze di suo padre
- On the Problem of the Most Efficient Tests of Statistical Hypotheses (coautore Jerzy Neyman, 1933)
- Karl Pearson: an appreciation of some aspects of his life and work (1938)
- Selected papers (1966)
- Studies in the history of statistics and probability (1969, coautore Maurice George Kendall)